# 604827 Rietavas
604827 Rietavas este o planetă minoră (asteroid) din centura de asteroizi. A fost descoperită pe 11 octombrie 2015 la Baldone⁠(d) de  și a fost numită după Rietavas⁠(d). 
Obiectul prezintă o orbită caracterizată de o semiaxă mare de 2,356907478268 UAi, o excentricitate de 0,16856753022209, o înclinație de 2,3385050347714 ° în raport cu ecliptica.